# 許秉琦
許秉琦（？—1912年），廣東廣州府番禺縣（今廣東省廣州市）人，清朝政治人物。
光緒十九年，中舉。光緒二十八年，任候選道、政務處幫總辦。光緒二十八年，任政務處總辦。光緒三十三年，任陸軍部左參議。宣統元年，署陸軍部右丞，后實授。宣統三年，任宗人府府丞。